# Fernando De Napoli
Fernando De Napoli (15. březen 1964, Chiusano di San Domenico, Itálie) je bývalý italský fotbalový záložník. Od sezony 2021/22 se stal technickým koordinátorem mládežnického sektoru Avellina.

## Klubová kariéra
Již v mladém věku nastupoval za Avellino v mládežníckých kategorií. První zápasy mezi dospělými měl v Rimini kde byl poslán v roce 1982 na roční hostování. Po návratu do Avellina již hrál v Nejvyšší lize. Po třech letech v roce 1986 byl prodán za 5,8 miliard lir do Neapole. Tady se setkal s Maradonou a pomohl klubu získat první titul (1986/87) v historii klubu. Druhý titul získal v sezoně 1989/90 a také s klubem vyhrál ještě Pohár UEFA 1988/89 a italský superpohár.
V roce 1992 jej za 6,5 miliard lir koupil Milán. Tady získal další dva tituly v lize (1992/93, 1993/94). Byl také u vítězného mužstva, které vyhrálo LM 1993/94. Po dvou sezonách, kde odehrál jen 9 utkání v lize se rozhodl odejít. Nejprve byl poslán na hostování do Reggiany. Tady se uvedl dobrými výkony a tak odešel do Cagliari. Jenže kvůli zranění za klub nenastoupil a později byl raději poslán opět na hostování do Reggiany, kde v roce 1997 ukončil kariéru.

## Hráčská statistika
| Sezóna  | Klub     | Liga    | Liga   | Liga | Ligové poháry | Ligové poháry | Ligové poháry | Kontinentální poháry | Kontinentální poháry | Kontinentální poháry | Celkem | Celkem |
| Sezóna  | Klub     | Soutěž  | Zápasy | Góly | Soutěž        | Zápasy        | Góly          | Soutěž               | Zápasy               | Góly                 | Zápasy | Góly   |
| ------- | -------- | ------- | ------ | ---- | ------------- | ------------- | ------------- | -------------------- | -------------------- | -------------------- | ------ | ------ |
| 1981/82 | Avellino | Serie A | 0      | 0    | IP            | 0             | 0             | -                    | 0                    | 0                    | 0      | 0      |
| 1982/83 | Rimini   | Serie C | 31     | 2    | IP            | 5             | 0             | -                    | 0                    | 0                    | 36     | 2      |
| 1983/84 | Avellino | Serie A | 18     | 1    | IP            | 2             | 0             | -                    | 0                    | 0                    | 20     | 1      |
| 1984/85 | Avellino | Serie A | 26     | 1    | IP            | 3             | 0             | -                    | 0                    | 0                    | 29     | 1      |
| 1985/86 | Avellino | Serie A | 29     | 1    | IP            | 4             | 0             | -                    | 0                    | 0                    | 33     | 1      |
| 1986/87 | Neapol   | Serie A | 28     | 2    | IP            | 10            | 1             | UEFA                 | 2                    | 0                    | 40     | 3      |
| 1987/88 | Neapol   | Serie A | 29     | 2    | IP            | 9             | 0             | PMEZ                 | 2                    | 0                    | 40     | 2      |
| 1988/89 | Neapol   | Serie B | 30     | 2    | IP            | 11            | 0             | UEFA                 | 9                    | 0                    | 50     | 2      |
| 1989/90 | Neapol   | Serie A | 32     | 0    | IP            | 3             | 0             | UEFA                 | 6                    | 0                    | 41     | 0      |
| 1990/91 | Neapol   | Serie A | 27     | 1    | IP+IS         | 6+1           | 0             | PMEZ                 | 4                    | 0                    | 38     | 1      |
| 1991/92 | Neapol   | Serie A | 29     | 1    | IP            | 3             | 0             | -                    | 0                    | 0                    | 32     | 1      |
| 1992/93 | Milán    | Serie A | 4      | 0    | IP            | 2             | 0             | LM                   | 1                    | 0                    | 7      | 0      |
| 1993/94 | Milán    | Serie A | 5      | 0    | IP            | 3             | 0             | LM+IP                | 2+0                  | 0                    | 10     | 0      |
| 1994/95 | Reggiana | Serie A | 31     | 0    | IP            | 4             | 0             | -                    | 0                    | 0                    | 35     | 0      |
| 1995/96 | Reggiana | Serie B | 5      | 0    | IP            | 0             | 0             | -                    | 0                    | 0                    | 5      | 0      |
| 1996/97 | Reggiana | Serie A | 22     | 0    | IP            | 2             | 0             | -                    | 0                    | 0                    | 24     | 0      |
| Celkem  | Celkem   | Celkem  | 346    | 13   | -             | 67            | 1             | -                    | 23                   | 4                    | 467    | 86     |

## Reprezentační kariéra
Za reprezentaci odehrál 54 utkání a vstřelil jednu branku. První zápas odehrál 11. května 1986 proti Číně (2:0). Poté se zúčastnil MS 1986. Na turnaji odehrál všechna utkání v základní sestavě, ale neprošel čtvrtfinále. Jedinou branku vstřelil v přátelském utkání proti Argentině (3:1) 10. června 1987. Nastoupil i do všech čtyř utkání na ME 1988, kde bral nakonec bronz. Na domácím šampionátu MS 1990 získal také bronzovou medaili. Na turnaji odehrál kromě zápasu o 3. místo všechna utkání. Po nástupu nového trenéra Sacchiho již nedostával více příležitostí a tak poslední zápas odehrál 25. března 1992 proti Německu (1:0).

### Statistika na velkých turnajích
| Reprezentace | Rok     | Zápasy               | Zápasy | Zápasy      | Zápasy           | Zápasy           | Zápasy            |
| Reprezentace | Rok     | Fáze turnaje         | Datum  | Soupeř      | Odehraných minut | Vstřelené branky | Výsledek          |
| ------------ | ------- | -------------------- | ------ | ----------- | ---------------- | ---------------- | ----------------- |
| Itálie       | MS 1986 | 1 zápas ve skupině A | 31. 5. | Bulharsko   | 90               | 0                | 1:1               |
| Itálie       | MS 1986 | 2 zápas ve skupině A | 5. 6.  | Argentina   | 87               | 0                | 1:1               |
| Itálie       | MS 1986 | 3 zápas ve skupině A | 10. 6. | Jižní Korea | 90               | 0                | 3:2               |
| Itálie       | MS 1986 | čtvrtfinále          | 17. 6. | Francie     | 90               | 0                | 0:2               |
| Itálie       | ME 1988 | 1 zápas ve skupině   | 10. 6. | NSR         | 86               | 0                | 1:1               |
| Itálie       | ME 1988 | 2 zápas ve skupině   | 14. 6. | Španělsko   | 90               | 0                | 1:0               |
| Itálie       | ME 1988 | 3 zápas ve skupině   | 17. 6. | Dánsko      | 90               | 0                | 2:0               |
| Itálie       | ME 1988 | Semifinále           | 22. 6. | SSSR        | 90               | 0                | 0:2               |
| Itálie       | MS 1990 | 1 zápas ve skupině   | 9. 6.  | Rakousko    | 90               | 0                | 1:0               |
| Itálie       | MS 1990 | 2 zápas ve skupině   | 14. 6. | USA         | 90               | 0                | 1:0               |
| Itálie       | MS 1990 | 3 zápas ve skupině   | 19. 6. | ČSSR        | 66               | 0                | 2:0               |
| Itálie       | MS 1990 | Osmifinále           | 25. 6. | Uruguay     | 90               | 0                | 2:0               |
| Itálie       | MS 1990 | Čtvrtfinále          | 30. 6. | Irsko       | 90               | 0                | 1:0               |
| Itálie       | MS 1990 | Semifinále           | 3. 7.  | Argentina   | 120              | 0                | 1:1 (3:4) na pen. |

## Úspěchy

### Klubové
- 4× vítěz italské ligy (1986/87, 1989/90, 1992/93, 1993/94)
- 1× vítěz italského poháru (1986/87)
- 1× vítěz italského superpoháru (1990)
- 1× vítěz Ligy mistrů (1993/94)
- 1× vítěz poháru UEFA (1988/89)

### Reprezentační
- 2× na MS (1986, 1990 – bronz)
- 1× na ME (1988 – bronz)
- 1× na ME 21 (1986 – stříbro)

### Vyznamenání
Řád zásluh o Italskou republiku (30. 9. 1991) z podnětu Prezidenta Itálie 